# Simbarashe Mumbengegwi
Simbarashe Simbaneduku Mumbengegwi, né le 20 juillet 1945, est un homme politique zimbabwéen. Il est ministre des Affaires étrangères depuis le 15 avril 2005.
Il fut ambassadeur zimbabwéen au Royaume-Uni de 1999 à 2005.
Il se retrouve bloqué à Bamako lors du Coup d'État militaire de 2012 au Mali avec deux fonctionnaires de son ministère.